# 33626 Jasonsmith
33626 Jasonsmith è un asteroide della fascia principale. Scoperto nel 1999, presenta un'orbita caratterizzata da un semiasse maggiore pari a 2,5392246 UA e da un'eccentricità di 0,1385239, inclinata di 7,30350° rispetto all'eclittica.